# Belisana nujiang
Belisana nujiang är en spindelart som beskrevs av Huber 2005. Belisana nujiang ingår i släktet Belisana och familjen dallerspindlar. Inga underarter finns listade.